# Happiness Begins
Happiness Begins is het vijfde studioalbum van de Jonas Brothers. Het werd uitgegeven op 7 juni 2019 door Republic Records. Voorafgaand aan het album werden de singles Sucker en Cool uitgebracht. Het is het eerste album van de Jonas Brothers sinds Live uit 2013 en hun eerste studioalbum sinds Lines, Vines and Trying Times uit 2009.
Kort voor de uitgave van het album werd de documentaire Chasing Happiness uitgegeven. Hierin worden de Jonas Brothers gevolgd in het proces waarin de band weer bij elkaar kwam en praten ze over hun levensverhalen.

## Tracklist
| 1.                 | Sucker              | Nick Jonas, Joe Jonas, Kevin Jonas, Ryan Tedder, Adam Feeney, Louis Bell   | Tedder, Frank Dukes       | 3:39 |
| 2.                 | Cool                | N. Jonas, J. Jonas, K. Jonas, Casey Smith, Tedder, Zach Skelton            | Tedder, Skelton           | 2:47 |
| 3.                 | Only Human          | N. Jonas, J. Jonas, K. Jonas, Johan Schuster                               | Shellback                 | 3:03 |
| 4.                 | I Believe           | N. Jonas, Greg Kurstin, Maureen McDonald                                   | Kurstin                   | 3:37 |
| 5.                 | Used to Be          | N. Jonas, J. Jonas, K. Jonas, Tedder, Bell, Skelton                        | Bell, Tedder              | 3:04 |
| 6.                 | Every Single Time   | N. Jonas, J. Jonas, Kurstin, McDonald                                      | Kurstin                   | 3:32 |
| 7.                 | Don't Throw It Away | N. Jonas, J. Jonas, Kurstin, McDonald                                      | Kurstin                   | 2:52 |
| 8.                 | Love Her            | N. Jonas, J. Jonas, Mike Elizondo                                          | Elizondo                  | 3:13 |
| 9.                 | Happy When I'm Sad  | N. Jonas, Joel Little, Sarah Aarons                                        | Little, Tedder, Skelton   | 2:38 |
| 10.                | Trust               | N. Jonas, J. Jonas, Jason Evigan, Tedder, Ammar Malik                      | Evigan, Tedder            | 3:00 |
| 11.                | Strangers           | N. Jonas, J. Jonas, Kurstin, McDonald                                      | Kurstin                   | 3:53 |
| 12.                | Hesitate            | J. Jonas, Justin Tranter, Kennedi Lykken, Michael Sabath                   | Sabath                    | 3:28 |
| 13.                | Rollercoaster       | Smith, Jonas Jeberg, Michael Pollack, Tedder                               | Jeberg, Tedder            | 3:01 |
| 14.                | Comeback            | N. Jonas, J. Jonas, K. Jonas, James Alan Ghaleb, Sylvester Willy Sivertsen | Sylvester "Sly" Sivertsen | 2:35 |
| Totale duur: 43:44 |                     |                                                                            |                           |      |

## Hitnoteringen

### NederlandseAlbum Top 100
| Hitnotering: 15-06-2019 t/m 20-07-2019 | Hitnotering: 15-06-2019 t/m 20-07-2019 | Hitnotering: 15-06-2019 t/m 20-07-2019 | Hitnotering: 15-06-2019 t/m 20-07-2019 | Hitnotering: 15-06-2019 t/m 20-07-2019 | Hitnotering: 15-06-2019 t/m 20-07-2019 | Hitnotering: 15-06-2019 t/m 20-07-2019 | Hitnotering: 15-06-2019 t/m 20-07-2019 |
| Week:                                  | 1                                      | 2                                      | 3                                      | 4                                      | 5                                      | 6                                      |                                        |
| -------------------------------------- | -------------------------------------- | -------------------------------------- | -------------------------------------- | -------------------------------------- | -------------------------------------- | -------------------------------------- | -------------------------------------- |
| Positie:                               | 8                                      | 20                                     | 32                                     | 64                                     | 77                                     | 95                                     | uit                                    |

### VlaamseUltratop 200 Albums
| Hitnotering: (Week 1 t/m 14) 15-06-2019 t/m 14-09-2019 Hitnotering: (Week 15) 28-09-2019 | Hitnotering: (Week 1 t/m 14) 15-06-2019 t/m 14-09-2019 Hitnotering: (Week 15) 28-09-2019 | Hitnotering: (Week 1 t/m 14) 15-06-2019 t/m 14-09-2019 Hitnotering: (Week 15) 28-09-2019 | Hitnotering: (Week 1 t/m 14) 15-06-2019 t/m 14-09-2019 Hitnotering: (Week 15) 28-09-2019 | Hitnotering: (Week 1 t/m 14) 15-06-2019 t/m 14-09-2019 Hitnotering: (Week 15) 28-09-2019 | Hitnotering: (Week 1 t/m 14) 15-06-2019 t/m 14-09-2019 Hitnotering: (Week 15) 28-09-2019 | Hitnotering: (Week 1 t/m 14) 15-06-2019 t/m 14-09-2019 Hitnotering: (Week 15) 28-09-2019 | Hitnotering: (Week 1 t/m 14) 15-06-2019 t/m 14-09-2019 Hitnotering: (Week 15) 28-09-2019 | Hitnotering: (Week 1 t/m 14) 15-06-2019 t/m 14-09-2019 Hitnotering: (Week 15) 28-09-2019 | Hitnotering: (Week 1 t/m 14) 15-06-2019 t/m 14-09-2019 Hitnotering: (Week 15) 28-09-2019 | Hitnotering: (Week 1 t/m 14) 15-06-2019 t/m 14-09-2019 Hitnotering: (Week 15) 28-09-2019 | Hitnotering: (Week 1 t/m 14) 15-06-2019 t/m 14-09-2019 Hitnotering: (Week 15) 28-09-2019 | Hitnotering: (Week 1 t/m 14) 15-06-2019 t/m 14-09-2019 Hitnotering: (Week 15) 28-09-2019 | Hitnotering: (Week 1 t/m 14) 15-06-2019 t/m 14-09-2019 Hitnotering: (Week 15) 28-09-2019 | Hitnotering: (Week 1 t/m 14) 15-06-2019 t/m 14-09-2019 Hitnotering: (Week 15) 28-09-2019 | Hitnotering: (Week 1 t/m 14) 15-06-2019 t/m 14-09-2019 Hitnotering: (Week 15) 28-09-2019 | Hitnotering: (Week 1 t/m 14) 15-06-2019 t/m 14-09-2019 Hitnotering: (Week 15) 28-09-2019 | Hitnotering: (Week 1 t/m 14) 15-06-2019 t/m 14-09-2019 Hitnotering: (Week 15) 28-09-2019 |
| Week:                                                                                    | 1                                                                                        | 2                                                                                        | 3                                                                                        | 4                                                                                        | 5                                                                                        | 6                                                                                        | 7                                                                                        | 8                                                                                        | 9                                                                                        | 10                                                                                       | 11                                                                                       | 12                                                                                       | 13                                                                                       | 14                                                                                       |                                                                                          | 15                                                                                       |                                                                                          |
| ---------------------------------------------------------------------------------------- | ---------------------------------------------------------------------------------------- | ---------------------------------------------------------------------------------------- | ---------------------------------------------------------------------------------------- | ---------------------------------------------------------------------------------------- | ---------------------------------------------------------------------------------------- | ---------------------------------------------------------------------------------------- | ---------------------------------------------------------------------------------------- | ---------------------------------------------------------------------------------------- | ---------------------------------------------------------------------------------------- | ---------------------------------------------------------------------------------------- | ---------------------------------------------------------------------------------------- | ---------------------------------------------------------------------------------------- | ---------------------------------------------------------------------------------------- | ---------------------------------------------------------------------------------------- | ---------------------------------------------------------------------------------------- | ---------------------------------------------------------------------------------------- | ---------------------------------------------------------------------------------------- |
| Positie:                                                                                 | 8                                                                                        | 14                                                                                       | 31                                                                                       | 74                                                                                       | 86                                                                                       | 128                                                                                      | 108                                                                                      | 125                                                                                      | 157                                                                                      | 80                                                                                       | 161                                                                                      | 179                                                                                      | 148                                                                                      | 131                                                                                      | uit                                                                                      | 191                                                                                      | uit                                                                                      |